# Bommevrij
Bommevrij (ook Bommenvrij genoemd) is een beschermd historisch arsenaal in Nieuwpoort. Het is een zeldzaam voorbeeld van Nederlandse militaire architectuur uit het begin van de 19e eeuw tijdens het Hollandse bewind.
Bommevrij was het enige gebouw in het centrum van Nieuwpoort dat beide wereldoorlogen heeft overleefd.

## Geschiedenis
Na de val van het Eerste Franse Keizerrijk moest Frankrijk omringd worden door sterke staten en werd het Verenigd koninkrijk der Nederlanden gesticht. Om de zuidelijke grens te beschermen tegen een invasie uit Frankrijk werd de Wellington-barrière aangelegd.  Nieuwpoort werd een van de onderdelen en de oude vesting moest aangepast worden aan de nieuwste militaire ontwikkelingen en had nieuwe infrastructuur nodig.  Bommevrij en de (herbouwde) Duvetorre zijn de enige overblijvende militaire gebouwen van deze periode in Nieuwpoort.
De bouw van het arsenaal duurde van 1818 tot 1822. en gebeurde onder leiding van Albert Goblet.
Tijdens de Eerste Wereldoorlog werd het gebouw licht beschadigd aan de buitenkant maar werd geen ruïne zoals de andere gebouwen in Nieuwpoort-stad. In de Tweede Wereldoorlog boorde een projectiel zich door het dak maar buiten dat feit bleef het gebouw ongeschonden.
Op 14 juli 1994 werd het gebouw beschermd als monument en op 14 september 2009 als vastgesteld bouwkundig erfgoed.

## Bouwkundig
Om bestand te zijn tegen vijandelijk artillerievuur had het gebouw dikke muren en lag er tot 80 cm grond op het dak om de impact van mortiervuur op te vangen.  Bij beperkte renovatiewerken in 2014 is de aarde van het dak gehaald en bleken er nog 2 bommen uit de Eerste Wereldoorlog in de grond te zitten.  Na de beperkte renovatie is de aarde niet teruggelegd waardoor een belangrijk bouwkundig en militair historisch element verdwenen is.
De ramen en poorten in de gevel aan de straatzijde waren oorspronkelijk allemaal met een rondboog en niet rechthoekig zoals op het gelijkvloers nu.

## Recent gebruik
Het gebouw werd gebruikt als opslagplaats en als ruimte voor verschillende kunstevenementen waaronder: CWRM (2014-2018) van Koen Vanmechelen en Beaufort 04 (2012) met Hans Op de Beeck.
Bommevrij was een van de filmlocaties van de WOI-drama miniserie: Parade's End.

## Huidige staat en toekomst
In afwachting van volledige restauratie en herbestemming staat het gebouw leeg en is het in slechte staat. Voor de restauratie werd in 2012 een subsidiedossier ingediend bij Agentschap Onroerend Erfgoed.  Het werd toen ontvankelijk verklaard maar was in 2019 nog niet goedgekeurd.
De bedoeling is om het gebouw om te vormen tot kunstacademie.